# Junction City (Washington)
Junction City és una concentració de població designada pel cens dels Estats Units a l'estat de Washington. Segons el cens del 2000 tenia 80 habitants.

## Demografia
Segons el cens del 2000, Junction City tenia 80 habitants, 36 habitatges, i 23 famílies. La densitat de població era de 17,8 habitants per km².
Dels 36 habitatges en un 16,7% hi vivien nens de menys de 18 anys, en un 47,2% hi vivien parelles casades, en un 8,3% dones solteres, i en un 36,1% no eren unitats familiars. En el 33,3% dels habitatges hi vivien persones soles l'11,1% de les quals corresponia a persones de 65 anys o més que vivien soles. El nombre mitjà de persones vivint en cada habitatge era de 2,22 i el nombre mitjà de persones que vivien en cada família era de 2,7.
Per edats la població es repartia de la següent manera: un 16,3% tenia menys de 18 anys, un 1,3% entre 18 i 24, un 32,5% entre 25 i 44, un 31,3% de 45 a 60 i un 18,8% 65 anys o més.
L'edat mediana era de 45 anys. Per cada 100 dones de 18 o més anys hi havia 148,1 homes.
La renda mediana per habitatge era de 32.292 $ i la renda mediana per família de 37.813 $. Els homes tenien una renda mediana de 29.688 $ mentre que les dones 21.250 $. La renda per capita de la població era de 16.895 $. Cap de les famílies i el 22,1% de la població estaven per davall del llindar de pobresa.

## Poblacions més properes
El següent diagrama mostra les poblacions més properes.